# 李俊贤 (化工学家)
李俊贤（1928年3月10日—2024年3月20日），四川眉山人。中华人民共和国化工学家、中国工程院院士。中国化学推进剂原材料产业的主要创始人之一。

## 生平
1950年8月，毕业于四川省乐山市国立中央技艺专科学校化学工程科，参加工作，1956年6月加入中国共产党。先后在沈阳市东北化工局研究室、天津市化工部俄文训练班从事科研。1959年，他被派往苏联化委有机合成研究所实习。1960年回国后，被分配到北京化工研究院继续做科研，从事“两弹一星”研制特殊的化学推进剂。1966年6月，参与中国第一套氯胺法制偏二甲基肼装置研发，筹建化工厂（即现在的黎明化工研究院），担任副厂长兼总工程师。1968年2月，偏二甲基肼生产装置正式生产。后升任黎明化工研究院院长等职，1995年，当选中国工程院院士。他还先后兼任国家科委新型化工材料专业组成员，中共河南省第六次代表大会代表、中共十五大代表。

## 科研成就
李俊贤是中国的化工合成专家，中国化学推进剂原材料产业的主要创始人之一，长期从事有机化工品的合成研究。研制成功氯胺法制偏二甲肼，满足了导弹需要；研制成功一甲肼，成功地用于东方红三号通讯卫星、神舟飞船升空回收试验和历次神舟号发射。以硝酸酯为主要成分研制燃料，用作热动力鱼雷的推进剂；参与主持了固体推进剂用端羟基聚丁二烯的中试研究，满足30多种火箭、导弹型号的需要。荣获过中华人民共和国化工部科技进步一等奖、国家科技进步二等奖、国家发明二等奖等多项大奖。他还是聚氨酯反应注射成型技术领域的开拓者之一。他在任黎明化工研究院院长期间，开发了一大批经济效益和社会效益好的民用项目。他领导和主持的聚氯酯的研究开发，形成了一批关键原料、配方、加工工艺、模具设计、制品生产的成套技术。